# Peinture Rogan
La peinture Rogan existe depuis prÈs de 400 ans dans le district de Kutch à Gujarat. « Rogan » signifie en persan une peinture à base d'huile.
Une seule famille (8 hommes) de la communauté Khatri exerce encore cette peinture sur tissus. Mais la famille Khatri a appris aux 60 femmes la technique Rogan, qui était à l'origine un métier d'homme. 
L’art Rogan est une peinture sur tissu, coton et soie, de quoi réaliser des étoles, nappes, tapisseries, robes, jupes, et namdas (type de tapis), tous uniques. Le procédé de fabrication de la peinture et la technique de réalisation des motifs sont pour le moins longs et ardus.